# Kostel Panny Marie Sedmibolestné (Šubířov)
Kostel Panny Marie Sedmibolestné se nachází v obci Šubířov v okrese Prostějov.

## Historie
Byl vysvěcen 15. září roku 1742, tedy v den, na který připadá dle katolického liturgického kalendáře svátek Panny Marie Sedmibolestné. V tento den se každoročně v kostele koná pouť.
V roce 1980 byl kostel moderně upraven.

## Okolí
Před kostelem stojí kříž z maletínského pískovce a vedle něj fara z roku 1930, postavená s pomocí Leopolda Prečana a náboženské matice.

## Fotogalerie

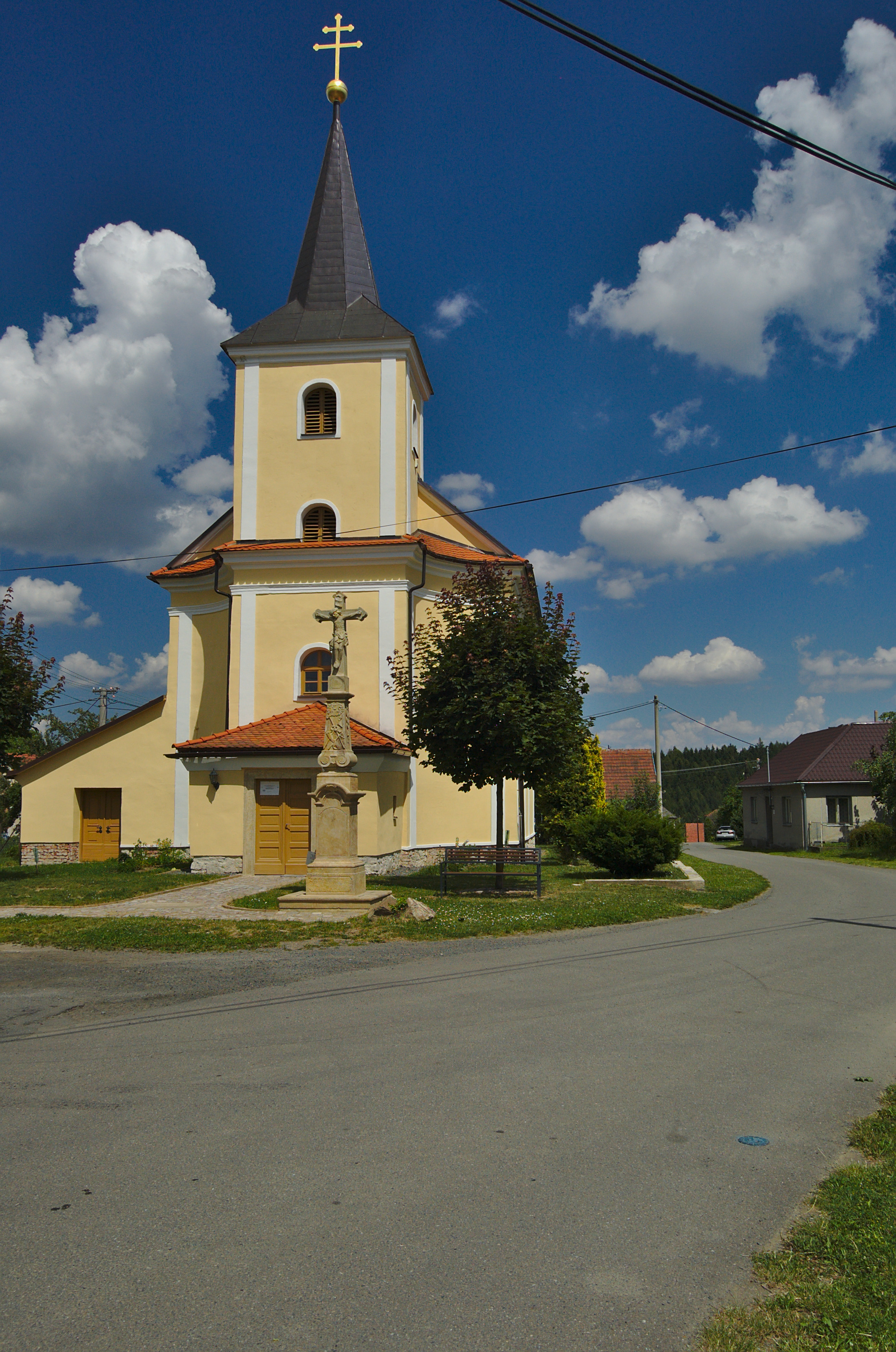
Čelní pohled 2015
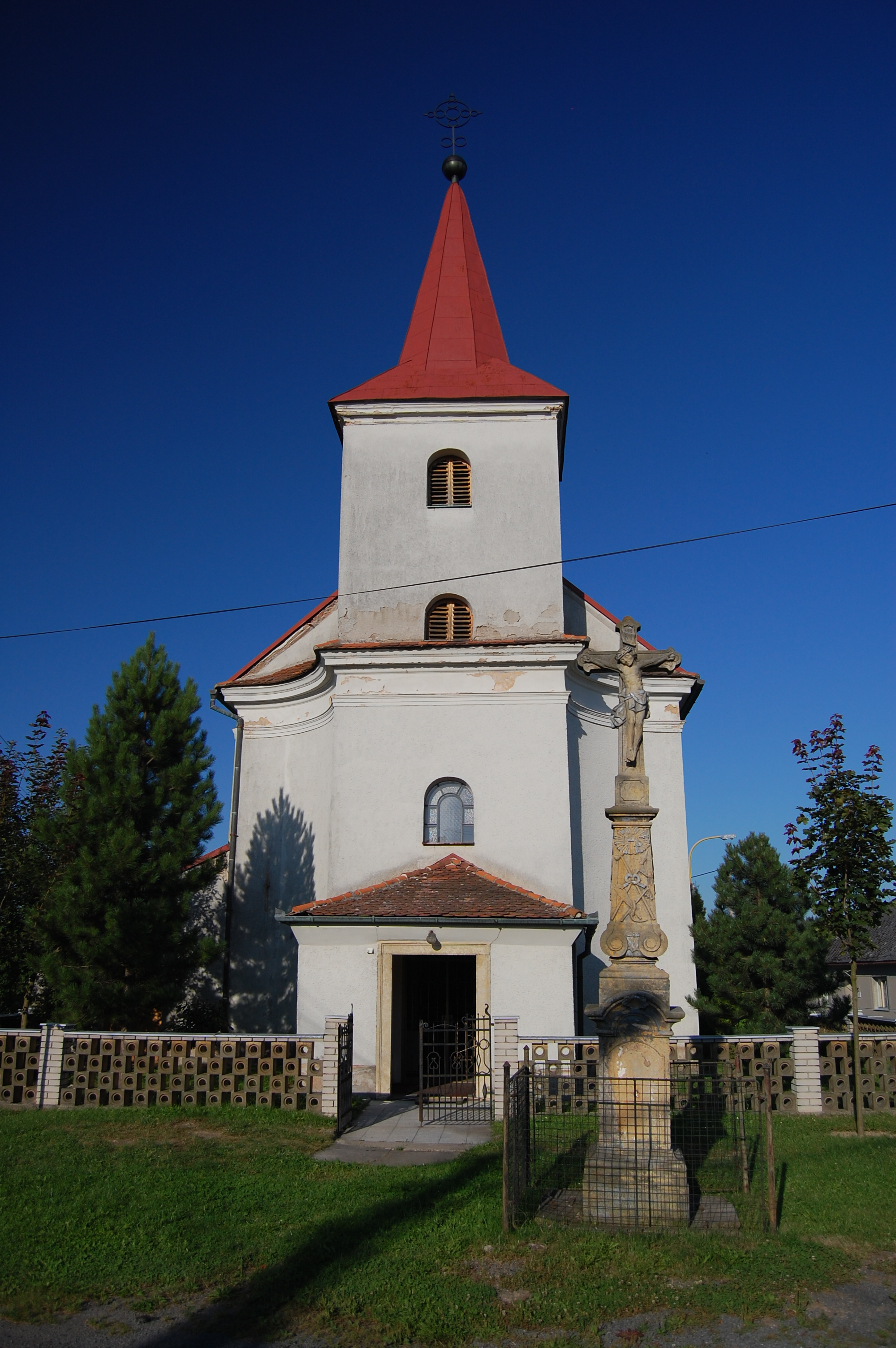
Čelní pohled 2009
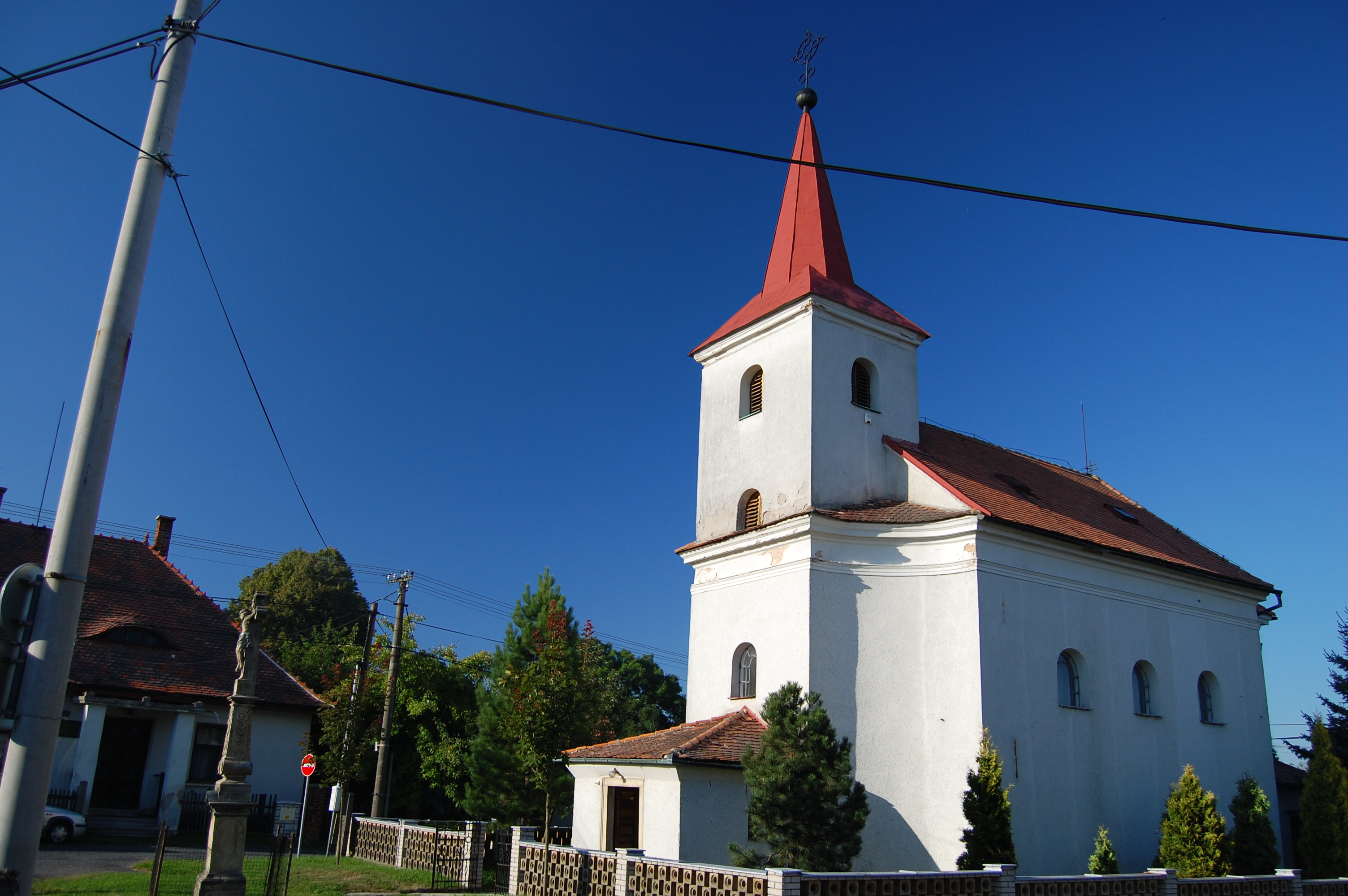
Boční pohled 2009